# Llista de cràters de la Lluna: T-Z
Llista de cràters de la Lluna (T-Z) amb noms aprovats a la Gazetteer of Planetary Nomenclature mantinguda per la Unió Astronòmica Internacional, on s'inclou el diàmetre del cràter i l'epònim amb el qual es nomena el cràter. Quan una formació de cràters té associats cràters satèl·lit, aquests es detallen a les pàgines principals de la descripció del cràter.
| A · B · C · D · E · F · G · H · I · J · K · L · M · N · O · P · Q · R · S · T · U · V · W · X · Y · Z |

## T
| Cràter          | Coordenades                              | Diàmetre (km) | Epònim                                                           | Cràters satèl·lit                                         | Ref.  |
| --------------- | ---------------------------------------- | ------------- | ---------------------------------------------------------------- | --------------------------------------------------------- | ----- |
| T. Mayer        | 15° 32′ N, 29° 10′ O / 15.54°N,29.17°O   | 33,15         | Tobias Mayer (1723–1762), astrònom alemany                       | A B C D E F G H K L M N P R S W Z                         | WGPSN |
| Tacchini        | 5° 05′ N, 85° 49′ E / 5.08°N,85.82°E     | 42,58         | Pietro Tacchini (1838–1905), astrònom italià                     | -                                                         | WGPSN |
| Tacitus         | 16° 12′ S, 18° 57′ E / 16.2°S,18.95°E    | 39,81         | Cornelius Tacitus (c. 55–120), historiador romà                  | A B C D E F G H J K L M N O Q R S X                       | WGPSN |
| Tacquet         | 16° 38′ N, 19° 12′ E / 16.64°N,19.2°E    | 6,43          | André Tacquet (1612–1660), matemàtic belga                       | (A) B C                                                   | WGPSN |
| Tai Wei         | 44° 09′ N, 19° 29′ O / 44.15°N,19.49°O   | 0,48          | Ubicat a un antic mapa d'estrelles xinès                         | -                                                         | WGPSN |
| Taizo           | 24° 42′ N, 2° 12′ E / 24.7°N,2.2°E       | 8,19          | Antropònim masculí japonès                                       | -                                                         | WGPSN |
| Talbot          | 2° 28′ S, 85° 18′ E / 2.47°S,85.3°E      | 12,36         | William Henry Fox Talbot (1800–1877), físic britànic             | -                                                         | WGPSN |
| Tamm            | 4° 19′ S, 146° 23′ E / 4.32°S,146.38°E   | 40,54         | Igor Tamm (1895–1971), físic rus                                 | -                                                         | WGPSN |
| Tannerus        | 56° 26′ S, 21° 55′ E / 56.44°S,21.92°E   | 28,07         | Adam Tanner (1572–1632), matemàtic austríac                      | A B C D E F G H J K L M N P                               | WGPSN |
| Taruntius       | 5° 30′ N, 46° 32′ E / 5.5°N,46.54°E      | 57,32         | Luci Taruci Firmà (fl. 86 aC), filòsof romà                      | (A) B (C) (D) (E) F (G) H K L (M) (N) O P R S T U V W X Z | WGPSN |
| Taylor          | 5° 17′ S, 16° 39′ E / 5.28°S,16.65°E     | 36,35         | Brook Taylor (1685–1731), matemàtic britànic                     | A B C D E AB                                              | WGPSN |
| Tebbutt         | 9° 28′ N, 53° 31′ E / 9.46°N,53.52°E     | 33,99         | John Tebbutt (1834–1916), astrònom australià                     | -                                                         | WGPSN |
| Teisserenc      | 31° 58′ N, 136° 17′ O / 31.96°N,136.28°O | 62,31         | Léon Philippe Teisserenc de Bort (1855–1913), meteoròleg francès | C P Q                                                     | WGPSN |
| Tempel          | 3° 46′ N, 11° 52′ E / 3.76°N,11.86°E     | 43,19         | Wilhelm Tempel (1821–1889), astrònom alemany                     | -                                                         | WGPSN |
| Ten Bruggencate | 9° 35′ S, 134° 40′ E / 9.58°S,134.66°E   | 59,95         | Paul ten Bruggencate (1901–1961), astrònom alemany               | C D H Y                                                   | WGPSN |
| Tereshkova      | 28° 13′ N, 143° 50′ E / 28.21°N,143.84°E | 31,33         | Valentina Tereshkova (nascuda 1937), cosmonauta soviètica        | U                                                         | WGPSN |
| Tesla           | 38° 22′ N, 124° 44′ E / 38.36°N,124.73°E | 41,15         | Nikola Tesla (1856–1943), científic serbi                        | J                                                         | WGPSN |
| Thales          | 61° 44′ N, 50° 16′ E / 61.74°N,50.27°E   | 30,75         | Tales de Milet (c. 636–546 aC), matemàtic grec                   | A E F G H W                                               | WGPSN |
| Tharp           | 30° 36′ S, 145° 38′ E / 30.6°S,145.63°E  | 13,45         | Marie Tharp (1920–1986), oceanògrafa estatunidenca               | -                                                         | WGPSN |
| Theaetetus      | 37° 01′ N, 6° 04′ E / 37.01°N,6.06°E     | 24,59         | Teetet d'Atenes (c. 380 aC), matemàtic grec                      | -                                                         | WGPSN |
| Thebit          | 22° 01′ S, 4° 01′ O / 22.01°S,4.02°O     | 54,64         | Thabit ibn Qurra (826–901), astrònom àrab                        | A B C D E F J K L P Q R S T U                             | WGPSN |
| Theiler         | 13° 22′ N, 82° 51′ E / 13.36°N,82.85°E   | 8,28          | Max Theiler (1899–1972), metge sud-africà                        | -                                                         | WGPSN |
| Theon Junior    | 2° 25′ S, 15° 47′ E / 2.41°S,15.79°E     | 17,61         | Teó d'Alexandria (c. 380), astrònom grec                         | B C                                                       | WGPSN |
| Theon Senior    | 0° 49′ S, 15° 25′ E / 0.81°S,15.42°E     | 18,02         | Teó d'Esmirna (fl. c. 130), astrònom grec                        | A B C                                                     | WGPSN |
| Theophilus      | 11° 27′ S, 26° 17′ E / 11.45°S,26.28°E   | 98,59         | Teòfil d'Alexandria (fl. 412), astrònom grec                     | B E F G K W                                               | WGPSN |
| Theophrastus    | 17° 28′ N, 39° 04′ E / 17.46°N,39.06°E   | 8,03          | Teofrast (372–287 aC), filòsof grec                              | -                                                         | WGPSN |
| Thiel           | 40° 10′ N, 134° 34′ O / 40.17°N,134.56°O | 35,67         | Walter Thiel (1910–1943), enginyer alemany                       | T                                                         | WGPSN |
| Thiessen        | 74° 52′ N, 169° 30′ O / 74.86°N,169.5°O  | 66,39         | Georg Heinrich Thiessen (1914–1961), astrònom alemany            | Q W                                                       | WGPSN |
| Thomson         | 32° 19′ S, 166° 02′ E / 32.32°S,166.04°E | 117,25        | J. J. Thomson (1856–1940), físic britànic                        | J M V W                                                   | WGPSN |
| Tian Shi        | 44° 06′ N, 19° 27′ O / 44.1°N,19.45°O    | 0,47          | Ubicat a un antic mapa d'estrelles xinès                         | -                                                         | WGPSN |
| Tikhomirov      | 24° 12′ N, 161° 20′ E / 24.2°N,161.33°E  | 86,43         | Nikolai I. Tikhomirov (1860–1930), químic rus                    | J K N R T X Y                                             | WGPSN |
| Tikhov          | 61° 40′ N, 172° 17′ E / 61.66°N,172.29°E | 83,97         | Gavriil A. Tikhov (1875–1960), astrònom soviètic                 | -                                                         | WGPSN |
| Tiling          | 52° 51′ S, 133° 07′ O / 52.85°S,133.11°O | 38,23         | Reinhold Tiling (1890–1933), enginyer alemany                    | C D F G                                                   | WGPSN |
| Timaeus         | 62° 55′ N, 0° 33′ O / 62.91°N,0.55°O     | 32,81         | Timeu de Locres (c. 400 aC), astrònom grec                       | -                                                         | WGPSN |
| Timiryazev      | 5° 05′ S, 147° 09′ O / 5.09°S,147.15°O   | 52,15         | Kliment A. Timiryazev (1843–1920), botànic rus                   | B L P S W                                                 | WGPSN |
| Timocharis      | 26° 43′ N, 13° 06′ O / 26.72°N,13.1°O    | 34,14         | Timocaris d'Alexandria (fl. c. 280 aC), astrònom grec            | (A) B C D E (F) H (K)                                     | WGPSN |
| Tiselius        | 6° 53′ N, 176° 42′ E / 6.89°N,176.7°E    | 53,75         | Arne Wilhelm Kaurin Tiselius (1902–1971), bioquímic suec         | E L                                                       | WGPSN |
| Tisserand       | 21° 25′ N, 48° 10′ E / 21.41°N,48.17°E   | 34,63         | François Félix Tisserand (1845–1896), astrònom francès           | A B D K                                                   | WGPSN |
| Titius          | 26° 45′ S, 100° 40′ E / 26.75°S,100.66°E | 68,42         | Johann Daniel Titius (1729–1796), astrònom alemany               | J N Q R                                                   | WGPSN |
| Titov           | 28° 33′ N, 150° 17′ E / 28.55°N,150.29°E | 29,61         | Gherman Titov (1935–2000), cosmonauta soviètic                   | E                                                         | WGPSN |
| Tolansky        | 9° 31′ S, 15° 59′ O / 9.52°S,15.98°O     | 13,03         | Samuel Tolansky (1907–1973), físic britànic                      | -                                                         | WGPSN |
| Torricelli      | 4° 43′ S, 28° 24′ E / 4.72°S,28.4°E      | 30,87         | Evangelista Torricelli (1608–1647), físic italià                 | A B C F G H J K L M N P R T                               | WGPSN |
| Toscanelli      | 27° 58′ N, 47° 37′ O / 27.96°N,47.61°O   | 7,05          | Paolo dal Pozzo Toscanelli (1397–1482), cartògraf italià         | -                                                         | WGPSN |
| Townley         | 3° 25′ N, 63° 11′ E / 3.42°N,63.19°E     | 17,68         | Sidney Dean Townley (1867–1946), astrònom estatunidenc           | -                                                         | WGPSN |
| Tralles         | 28° 19′ N, 52° 51′ E / 28.32°N,52.85°E   | 44,16         | Johann Georg Tralles (1763–1822), físic alemany                  | A B C                                                     | WGPSN |
| Triesnecker     | 4° 11′ N, 3° 36′ E / 4.18°N,3.6°E        | 24,97         | Franz de Paula Triesnecker (1745–1817), astrònom austrìac        | D E F G H J                                               | WGPSN |
| Trouvelot       | 49° 22′ N, 5° 47′ E / 49.37°N,5.79°E     | 8,50          | Étienne Léopold Trouvelot (1827–1895), astrònom francès          | G H                                                       | WGPSN |
| Trumpler        | 29° 20′ N, 167° 08′ E / 29.33°N,167.14°E | 76,17         | Robert Julius Trumpler (1866–1956), astrònom estatunidenc        | V                                                         | WGPSN |
| Tsander         | 5° 23′ N, 149° 41′ O / 5.39°N,149.69°O   | 159,95        | Friedrich A. Zander (1887–1933), enginyer rus                    | B R S V                                                   | WGPSN |
| Tseraskiy       | 48° 40′ S, 142° 38′ E / 48.66°S,142.64°E | 65,59         | Vitolʹd K. Tseraskiy (Ceraski) (1849–1925), astrònom rus         | K P                                                       | WGPSN |
| Tsinger         | 56° 32′ N, 175° 43′ E / 56.54°N,175.71°E | 44,21         | Nikolaj Y. Tsinger (Zinger) (1842–1918), astrònom rus            | W Y                                                       | WGPSN |
| Tsiolkovskiy    | 20° 23′ S, 128° 58′ E / 20.38°S,128.97°E | 184,39        | Konstantin E. Tsiolkovsky (1857–1935), físic rus                 | W X                                                       | WGPSN |
| Tsu Chung-Chi   | 17° 10′ N, 145° 10′ E / 17.16°N,145.16°E | 28,53         | Zu Chongzhi (429–500), matemàtic xinès                           | W                                                         | WGPSN |
| Tucker          | 5° 37′ S, 88° 13′ E / 5.62°S,88.21°E     | 6,78          | Richard Hawley Tucker (1859–1952), astrònom estatunidenc         | -                                                         | WGPSN |
| Turner          | 1° 24′ S, 13° 14′ O / 1.4°S,13.24°O      | 11,22         | Herbert Hall Turner (1861–1930), astrònom britànic               | A B C F H K L M N Q                                       | WGPSN |
| Tycho           | 43° 18′ S, 11° 13′ O / 43.3°S,11.22°O    | 85,29         | Tycho Brahe (1546–1601), astrònom danès                          | A B C D E F H J K P Q R S T U V W X Y Z                   | WGPSN |
| Tyndall         | 35° 12′ S, 117° 38′ E / 35.2°S,117.64°E  | 20,94         | John Tyndall (1820–1893), físic britànic                         | S                                                         | WGPSN |

## U
| Cràter    | Coordenades                            | Diàmetre (km) | Epònim                                                          | Cràters satèl·lit         | Ref.  |
| --------- | -------------------------------------- | ------------- | --------------------------------------------------------------- | ------------------------- | ----- |
| Ukert     | 7° 43′ N, 1° 22′ E / 7.71°N,1.37°E     | 21,71         | Friedrich August Ukert (1780–1851), humanista i geògraf alemany | A B E J K M N P R V W X Y | WGPSN |
| Ulugh Beg | 32° 40′ N, 81° 58′ O / 32.67°N,81.96°O | 57,04         | Ulugh Beg (1394–1449), astrònom mongol                          | A B C D M                 | WGPSN |
| Urey      | 27° 56′ N, 87° 26′ E / 27.93°N,87.43°E | 39,29         | Harold Urey (1893–1981), químic estatunidenc                    | -                         | WGPSN |

## V
| Cràter         | Coordenades                              | Diàmetre (km) | Epònim                                                                            | Cràters satèl·lit               | Ref.  |
| -------------- | ---------------------------------------- | ------------- | --------------------------------------------------------------------------------- | ------------------------------- | ----- |
| Väisälä        | 25° 54′ N, 47° 54′ O / 25.9°N,47.9°O     | 8,12          | Yrjö Väisälä (1891–1971), astrònom finlandès                                      | -                               | WGPSN |
| Valera         | 38° 18′ N, 35° 00′ O / 38.3°N,35°O       | 0,10          | Antropònim masculí rus. Lloc de l'allunatge de l'astromòbil Lunokhod-1            | -                               | WGPSN |
| Valier         | 6° 39′ N, 174° 16′ E / 6.65°N,174.26°E   | 65,06         | Max Valier (1895–1930), enginyer alemany                                          | J P                             | WGPSN |
| Van Albada     | 9° 22′ N, 64° 21′ E / 9.36°N,64.35°E     | 22,92         | Gale Bruno van Albada (1912–1972), astrònom neerlandès                            | -                               | WGPSN |
| Van Biesbroeck | 28° 46′ N, 45° 35′ O / 28.77°N,45.59°O   | 9,08          | George van Biesbroeck (1880–1974), astrònom belga-estatunidenc                    | -                               | WGPSN |
| Van de Graaff  | 27° 02′ S, 172° 01′ E / 27.04°S,172.01°E | 240,47        | Robert J. van de Graaff (1901–1967), físic estatunidenc                           | C F J M Q                       | WGPSN |
| Van den Bergh  | 30° 55′ N, 159° 13′ O / 30.91°N,159.21°O | 43,42         | George van den Bergh (1890–1966), astrònom neerlandès                             | F M P Y                         | WGPSN |
| Van den Bos    | 5° 16′ S, 145° 57′ E / 5.26°S,145.95°E   | 25,18         | Willem Hendrik van den Bos (1896–1974), astrònom sud-africà                       | -                               | WGPSN |
| Van der Waals  | 43° 34′ S, 119° 59′ E / 43.56°S,119.98°E | 113,37        | Johannes Diderik van der Waals (1837–1923), físic neerlandès                      | B C H K W                       | WGPSN |
| Van Gent       | 15° 25′ N, 160° 16′ E / 15.42°N,160.27°E | 44,37         | Hendrik van Gent (1900–1947), astrònom neerlandès                                 | D N P T U X                     | WGPSN |
| Van Maanen     | 36° 02′ N, 128° 11′ E / 36.03°N,128.18°E | 46,42         | Adriaan van Maanen (1884–1946), astrònom neerlandès-estatunidenc                  | K                               | WGPSN |
| Van Rhijn      | 52° 28′ N, 146° 22′ E / 52.47°N,146.37°E | 46,16         | Pieter Johannes van Rhijn (1886–1960), astrònom neerlandès                        | T                               | WGPSN |
| Van Vleck      | 1° 46′ S, 78° 12′ E / 1.77°S,78.2°E      | 33,48         | John Monroe van Vleck (1833–1912), químic neerlandès                              | -                               | WGPSN |
| Van Wijk       | 62° 30′ S, 119° 04′ E / 62.5°S,119.06°E  | 31,06         | Uco van Wijk (1924–1966), astrònom neerlandès-estatunidenc                        | -                               | WGPSN |
| Van't Hoff     | 61° 45′ N, 132° 41′ O / 61.75°N,132.68°O | 107,30        | Jacobus van 't Hoff (1852–1911), químic neerlandès                                | F M N                           | WGPSN |
| Vasco da Gama  | 13° 47′ N, 83° 56′ O / 13.78°N,83.94°O   | 93,52         | Vasco da Gama (1469–1524), explorador portuguès                                   | A B C F P R S T                 | WGPSN |
| Vashakidze     | 43° 39′ N, 93° 01′ E / 43.65°N,93.01°E   | 44,99         | Mikail A. Vashakidze (1909–1956), astrònom rus                                    | -                               | WGPSN |
| Vasya          | 38° 18′ N, 35° 00′ O / 38.3°N,35°O       | 0,10          | Antropònim masculí rus. Lloc de l'allunatge de l'astromòbil Lunokhod-1            | -                               | WGPSN |
| Vavilov        | 0° 52′ S, 138° 46′ O / 0.87°S,138.77°O   | 98,22         | Nikolai Vavilov (1887–1943), botànic rus Sergey I. Vavilov (1891–1951), físic rus | D K P                           | WGPSN |
| Vega           | 45° 25′ S, 63° 16′ E / 45.41°S,63.27°E   | 73,51         | Jurij Vega (1754–1802), matemàtic eslovè d'origen alemany                         | A B C D G H J                   | WGPSN |
| Vendelinus     | 16° 28′ S, 61° 33′ E / 16.46°S,61.55°E   | 141,21        | Godefroid Wendelin (1580–1667), astrònom belga                                    | D E F H K L N P S T U V W Y Z   | WGPSN |
| Vening Meinesz | 0° 06′ S, 162° 31′ E / 0.1°S,162.51°E    | 88,69         | Felix A. Vening Meinesz (1887–1966), geofísic neerlandès                          | C Q T W Z                       | WGPSN |
| Ventris        | 4° 46′ S, 157° 58′ E / 4.77°S,157.97°E   | 100,74        | Michael George Francis Ventris (1922–1956), lingüista britànic                    | A B C D M N R                   | WGPSN |
| Vera           | 26° 20′ N, 43° 43′ O / 26.33°N,43.71°O   | 2,27          | Antropònim femení llatí                                                           | -                               | WGPSN |
| Vernadskiy     | 23° 07′ N, 130° 26′ E / 23.11°N,130.43°E | 91,97         | Vladimir I. Vernadsky (1863–1945), mineralògeg rus                                | (B) U X                         | WGPSN |
| Verne          | 24° 57′ N, 25° 23′ O / 24.95°N,25.38°O   | 1,54          | Jules Verne, escriptor francès                                                    | -                               | WGPSN |
| Vertregt       | 19° 18′ S, 171° 07′ E / 19.3°S,171.12°E  | 172,76        | Marinus Vertregt (1897–1973), químic neerlandès                                   | J K L P R                       | WGPSN |
| Very           | 25° 37′ N, 25° 21′ E / 25.62°N,25.35°E   | 4,65          | Frank Washington Very (1852–1927), astrònom estatunidenc                          | -                               | WGPSN |
| Vesalius       | 3° 14′ S, 114° 47′ E / 3.23°S,114.79°E   | 64,65         | Andreas Vesalius (1514–1564), doctor belga                                        | C D G H J M                     | WGPSN |
| Vestine        | 33° 52′ N, 93° 41′ E / 33.87°N,93.68°E   | 97,81         | Ernest Harry Vestine (1906–1968), geofísic estatunidenc                           | A T                             | WGPSN |
| Vetchinkin     | 9° 46′ N, 131° 05′ E / 9.77°N,131.08°E   | 94,29         | Vladimir P. Vetchinkin (1888–1950), físic soviètic                                | F K P Q                         | WGPSN |
| Vieta          | 29° 19′ S, 56° 32′ O / 29.31°S,56.53°O   | 87,16         | François Viète (1540–1603), matemàtic francès                                     | A B C D E F G H J K L M P R T Y | WGPSN |
| Vilʹev         | 5° 46′ S, 144° 23′ E / 5.76°S,144.39°E   | 45,83         | Mikhail A. Vilʹev (1893–1919), astrònom rus                                       | B J W                           | WGPSN |
| Virchow        | 9° 53′ N, 83° 46′ E / 9.88°N,83.77°E     | 18,83         | Rudolf Ludwig Karl Virchow (1821–1902), patòleg alemany                           | -                               | WGPSN |
| Virtanen       | 15° 38′ N, 176° 44′ E / 15.64°N,176.74°E | 39,65         | Artturi Ilmari Virtanen (1895–1973), bioquímic finlandès                          | B C F J Z                       | WGPSN |
| Vitello        | 30° 25′ S, 37° 33′ O / 30.42°S,37.55°O   | 42,51         | Erazmus Ciolek Witelo (1210–1285), matemàtic polonès                              | A B C D E G H K L M N P R S T X | WGPSN |
| Vitruvius      | 17° 40′ N, 31° 17′ E / 17.66°N,31.28°E   | 30,94         | Marcus Pollio Vitruvius (fl. c. 25 aC), arquitecte romà                           | (A) B (E) G H L M T             | WGPSN |
| Vitya          | 38° 18′ N, 35° 00′ O / 38.3°N,35°O       | 0,20          | Antropònim masculí rus. Lloc de l'allunatge de l'astromòbil Lunokhod-1            | -                               | WGPSN |
| Viviani        | 5° 10′ N, 117° 09′ E / 5.16°N,117.15°E   | 26,94         | Vincenzo Viviani (1622–1703), matemàtic italià                                    | N P                             | WGPSN |
| Vlacq          | 53° 23′ S, 38° 41′ E / 53.39°S,38.69°E   | 89,21         | Adriaan Vlacq (c. 1600–1667), matemàtic neerlandès                                | A B C D E G H K                 | WGPSN |
| Vogel          | 15° 07′ S, 5° 50′ E / 15.11°S,5.83°E     | 26,3          | Hermann Carl Vogel (1841–1907), astrònom alemany                                  | A B C                           | WGPSN |
| Volkov         | 13° 37′ S, 131° 40′ E / 13.62°S,131.67°E | 40,84         | Vladislav N. Vólkov (1935–1971), cosmonauta soviètic                              | F J                             | WGPSN |
| Volta          | 53° 54′ N, 84° 46′ O / 53.9°N,84.77°O    | 117,15        | Alessandro Volta (1745–1827), físic italià                                        | B D                             | WGPSN |
| Volterra       | 56° 33′ N, 131° 38′ E / 56.55°N,131.64°E | 55,10         | Vito Volterra (1860–1940), matemàtic                                              | R                               | WGPSN |
| Von Baeyer     | 81° 48′ S, 61° 52′ E / 81.8°S,61.87°E    | 13,46         | Adolf von Baeyer (1835–1917), químic alemany                                      | -                               | WGPSN |
| Von Behring    | 7° 45′ S, 71° 43′ E / 7.75°S,71.72°E     | 37,65         | Emil Adolf von Behring (1854–1917), metge alemany                                 | -                               | WGPSN |
| Von Békésy     | 51° 55′ N, 126° 44′ E / 51.92°N,126.73°E | 96,25         | Georg von Békésy (1899–1972), físic hongarès                                      | F T                             | WGPSN |
| Von Braun      | 41° 02′ N, 78° 05′ O / 41.04°N,78.08°O   | 61,83         | Wernher von Braun (1912–1977), enginyer aeronàutic estatunidenc d'origen alemany  | -                               | WGPSN |
| Von der Pahlen | 24° 50′ S, 133° 01′ O / 24.84°S,133.01°O | 53,89         | Emanuel von der Pahlen (1882–1952), astrònom alemany                              | E H V                           | WGPSN |
| Von Kármán     | 44° 27′ S, 176° 15′ E / 44.45°S,176.25°E | 186,35        | Theodore von Kármán (1881–1963), científic estatunidenc d'origen hongarès         | L M R                           | WGPSN |
| Von Neumann    | 40° 17′ N, 153° 15′ E / 40.28°N,153.25°E | 74,83         | John von Neumann (1903–1957), matemàtic estatunidenc                              | -                               | WGPSN |
| Von Zeipel     | 42° 11′ N, 141° 56′ O / 42.19°N,141.93°O | 83,41         | Edvard Hugo von Zeipel (1873–1959), astrònom suec                                 | J                               | WGPSN |
| Voskresenskiy  | 27° 55′ N, 88° 07′ O / 27.91°N,88.12°O   | 49,37         | Leonid A. Voskresenskiy (1913–1965), enginyer rus                                 | K                               | WGPSN |

## W
| Cràter         | Coordenades                              | Diàmetre (km) | Epònim | Cràters satèl·lit                                 | Ref.  |
| -------------- | ---------------------------------------- | ------------- | --- | ------------------------------------------------- | ----- |
| W. Bond        | 65° 25′ N, 3° 31′ E / 65.41°N,3.52°E     | 170,53        | William Cranch Bond (1789–1859), astrònom estatunidenc | B C D E F G                                       | WGPSN |
| Walker         | 25° 49′ S, 161° 55′ O / 25.82°S,161.92°O | 32,94         | Joseph Albert Walker (1921–1966), pilot experimentat estatunidenc                                                                                                | A G N R W                                         | WGPSN |
| Wallace        | 20° 16′ N, 8° 45′ O / 20.26°N,8.75°O     | 25,71         | Alfred Russel Wallace (1823–1913), naturalista britànic | A (B) C D H K T                                   | WGPSN |
| Wallach        | 4° 53′ N, 32° 16′ E / 4.89°N,32.27°E     | 5,74          | Otto Wallach (1847–1931), químic alemany | -                                                 | WGPSN |
| Walter         | 28° 02′ N, 33° 49′ O / 28.04°N,33.81°O   | 1,26          | Antropònim masculí alemany | -                                                 | WGPSN |
| Walther        | 33° 15′ S, 0° 37′ E / 33.25°S,0.62°E     | 134,23        | Bernhard Walther (1430–1504), astrònom alemany | A B C D E F G J K L M N O P Q R S T U W X         | WGPSN |
| Wan-Hoo        | 9° 58′ S, 138° 55′ O / 9.96°S,138.91°O   | 53,28         | Wan Hu, personatge mític xinès | T                                                 | WGPSN |
| Wapowski       | 83° 05′ S, 53° 47′ E / 83.08°S,53.79°E   | 11,45         | Bernard Wapowski (1450–1535), cartògraf polonès | -                                                 | WGPSN |
| Wargentin      | 49° 32′ S, 60° 26′ O / 49.53°S,60.44°O   | 84,69         | Pehr Vilhelm Wargentin (1717–1783), astrònom suec | A B C D E F H K L M P                             | WGPSN |
| Wargo          | 27° 41′ N, 148° 37′ O / 27.68°N,148.62°O | 13,9          | Michael J. Wargo (1951-2013), planetòleg estatunidenc | -                                                 | WGPSN |
| Warner         | 3° 59′ S, 87° 21′ E / 3.98°S,87.35°E     | 34,51         | Worcester Reed Warner (1846–1929), inventor estatunidenc | -                                                 | WGPSN |
| Waterman       | 25° 42′ S, 128° 11′ E / 25.7°S,128.18°E  | 74,91         | Alan Tower Waterman (1892–1967), físic estatunidenc | -                                                 | WGPSN |
| Watson         | 62° 35′ S, 124° 03′ O / 62.59°S,124.05°O | 59,43         | James Craig Watson (1838–1880), astrònom estatunidenc | G                                                 | WGPSN |
| Watt           | 49° 36′ S, 48° 29′ E / 49.6°S,48.48°E    | 66,54         | James Watt (1736–1819), inventor escocès | A B C D E F G H J K L M N R S T U W               | WGPSN |
| Watts          | 8° 50′ N, 46° 19′ E / 8.84°N,46.31°E     | 15,55         | Chester Burleigh Watts (1889–1971), astrònom estatunidenc | -                                                 | WGPSN |
| Webb           | 0° 59′ S, 60° 00′ E / 0.98°S,60°E        | 21,41         | Thomas William Webb (1806–1885), astrònom britànic | B C D E F G H J K L M N P Q (R) U W X             | WGPSN |
| Weber          | 50° 04′ N, 123° 47′ O / 50.06°N,123.79°O | 43,95         | Wilhelm Eduard Weber (1804–1891), físic alemany | N                                                 | WGPSN |
| Wegener        | 45° 13′ N, 113° 49′ O / 45.21°N,113.81°O | 95,78         | Alfred Wegener (1880–1930), geofísic alemany | K W                                               | WGPSN |
| Weierstrass    | 1° 16′ S, 77° 09′ E / 1.26°S,77.15°E     | 31,32         | Karl Weierstrass (1815–1897), matemàtic alemany | -                                                 | WGPSN |
| Weigel         | 58° 23′ S, 39° 20′ O / 58.39°S,39.34°O   | 34,85         | Erhard Weigel (1625–1699), matemàtic alemany | A B D E F G H                                     | WGPSN |
| Weinek         | 27° 34′ S, 37° 04′ E / 27.57°S,37.06°E   | 32,01         | Ladislaus Weinek (1848–1913), astrònom txec | A B D E F G H K L M                               | WGPSN |
| Weiss          | 31° 46′ S, 19° 35′ O / 31.76°S,19.59°O   | 66,56         | Edmund Weiss (1837–1917), astrònom alemany | A B D E                                           | WGPSN |
| Werner         | 28° 02′ S, 3° 17′ E / 28.03°S,3.29°E     | 70,.59        | Johannes Werner (1468–1528), matemàtic alemany | A B D E F G H                                     | WGPSN |
| Wexler         | 68° 53′ S, 90° 43′ E / 68.88°S,90.71°E   | 52,44         | Harry Wexler (1911–1962), meteoròleg estatunidenc | E H U V                                           | WGPSN |
| Weyl           | 15° 58′ N, 120° 32′ O / 15.97°N,120.53°O | 122,82        | Hermann Weyl (1885–1955), matemàtic germano-estatunidenc | -                                                 | WGPSN |
| Whewell        | 4° 10′ N, 13° 44′ E / 4.16°N,13.73°E     | 13,05         | William Whewell (1794–1866), filòsof britànic | A B                                               | WGPSN |
| Whipple        | 89° 08′ N, 120° 01′ E / 89.14°N,120.02°E | 14,53         | Fred Lawrence Whipple (1906–2004), astrònom estatunidenc | -                                                 | WGPSN |
| White          | 44° 48′ S, 159° 02′ O / 44.8°S,159.04°O  | 42,34         | Edward Higgins White II (1930–1967), astronauta estatunidenc | W                                                 | WGPSN |
| Wichmann       | 7° 32′ S, 38° 08′ O / 7.54°S,38.13°O     | 9,77          | Moritz Ludwig George Wichmann (1821–1859), astrònom alemany | A B C D R                                         | WGPSN |
| Widmannstätten | 6° 05′ S, 85° 26′ E / 6.09°S,85.43°E     | 52,88         | Alois von Beckh-Widmannstätten (1753–1849), físic alemany | -                                                 | WGPSN |
| Wiechert       | 84° 02′ S, 164° 42′ E / 84.03°S,164.7°E  | 40,82         | Emil Johann Wiechert (1861–1928), geofísic alemany | A E J P U                                         | WGPSN |
| Wiener         | 40° 54′ N, 146° 31′ E / 40.9°N,146.51°E  | 113,39        | Norbert Wiener (1894–1964), matemàtic estatunidenc | F H K Q                                           | WGPSN |
| Wildt          | 9° 01′ N, 75° 50′ E / 9.02°N,75.83°E     | 12,31         | Rupert Wildt (1905–1976), astrònom germano-estatunidenc | -                                                 | WGPSN |
| Wilhelm        | 43° 13′ S, 20° 56′ O / 43.21°S,20.94°O   | 100,83        | Guillem el Savi (1532–1592), astrònom alemany | A B C D E F G H J K L M N O P Q R S T U V W X Y Z | WGPSN |
| Wilkins        | 29° 35′ S, 19° 35′ E / 29.58°S,19.58°E   | 59,44         | Hugh Percy Wilkins (1896–1960), selenògraf britànic | A B C D E F G H                                   | WGPSN |
| Williams       | 42° 01′ N, 37° 19′ E / 42.02°N,37.31°E   | 36,36         | Arthur Stanley Williams (1861–1938), astrònom britànic | F M N R                                           | WGPSN |
| Wilsing        | 20° 58′ S, 155° 03′ O / 20.97°S,155.05°O | 66,8          | Johannes Wilsing (1856–1943), astrònom alemany | C D R T U V W X Z                                 | WGPSN |
| Wilson         | 69° 20′ S, 42° 50′ O / 69.33°S,42.83°O   | 66,57         | Alexander Wilson (1714–1786), astrònom escocès Charles Thomson Rees Wilson (1869–1959), físic escocès Ralph Elmer Wilson (1886–1960), astrònom estatunidenc      | A C E F                                           | WGPSN |
| Winkler        | 42° 14′ N, 178° 49′ O / 42.23°N,178.81°O | 22,85         | Johannes Winkler (1897–1947), enginyer alemany | A E L                                             | WGPSN |
| Winlock        | 35° 24′ N, 105° 55′ O / 35.4°N,105.92°O  | 63,93         | Joseph Winlock (1826–1875), astrònom estatunidenc | M W                                               | WGPSN |
| Winthrop       | 10° 46′ S, 44° 28′ O / 10.76°S,44.46°O   | 17,25         | John Winthrop (1714–1779), astrònom estatunidenc | -                                                 | WGPSN |
| Wöhler         | 38° 15′ S, 31° 21′ E / 38.25°S,31.35°E   | 28,07         | Friedrich Wöhler (1800–1882), químic alemany | A B C D E F G                                     | WGPSN |
| Wolf           | 22° 47′ S, 16° 38′ O / 22.79°S,16.63°O   | 25,74         | Maximilian Wolf (1863–1932), astrònom alemany | A B C E F G H S T                                 | WGPSN |
| Wollaston      | 30° 36′ N, 46° 59′ O / 30.6°N,46.98°O    | 9,64          | William Hyde Wollaston (1766–1828), químic britànic | (C) D N P R U V                                   | WGPSN |
| Woltjer        | 44° 52′ N, 159° 50′ O / 44.87°N,159.83°O | 44,50         | Jan Woltjer (1891–1946), astrònom neerlandès | P T                                               | WGPSN |
| Wood           | 43° 40′ N, 121° 50′ O / 43.66°N,121.83°O | 84,15         | Robert Williams Wood (1868–1955), físic estatunidenc | S T                                               | WGPSN |
| Wright         | 31° 33′ S, 86° 44′ O / 31.55°S,86.74°O   | 40,16         | Frederick Eugene Wright (1877–1953), astrònom estatunidenc Thomas Wright (1711–1786), filòsof britànic William Hammond Wright (1871–1959), astrònom estatunidenc | A                                                 | WGPSN |
| Wróblewski     | 24° 00′ S, 152° 48′ E / 24°S,152.8°E     | 21,78         | Sigmund von Wróblewski (1845–1888), físic polonès | -                                                 | WGPSN |
| Wrottesley     | 23° 54′ S, 56° 37′ E / 23.9°S,56.62°E    | 58,38         | John Wrottesley, 2n baró de Wrottesley (1798–1867), astrònom britànic                                                                                            | A B                                               | WGPSN |
| Wurzelbauer    | 34° 02′ S, 16° 04′ O / 34.04°S,16.06°O   | 86,77         | Johann Philipp von Wurzelbauer (1651–1725), astrònom alemany | A B C D E F G H L M N O P S W X Y Z               | WGPSN |
| Wyld           | 1° 25′ S, 98° 06′ E / 1.42°S,98.1°E      | 103,40        | James Hart Wyld (1913–1953), enginyer estatunidenc | C J                                               | WGPSN |

## X
| Cràter    | Coordenades                              | Diàmetre (km) | Epònim                                         | Cràters satèl·lit   | Ref.  |
| --------- | ---------------------------------------- | ------------- | ---------------------------------------------- | ------------------- | ----- |
| Xenòfanes | 57° 29′ N, 82° 01′ O / 57.49°N,82.01°O   | 117,57        | Xenòfanes de Colofó (570-480 aC), filòsof grec | A B C D E F G K L M | WGPSN |
| Xenofont  | 22° 47′ S, 122° 03′ E / 22.79°S,122.05°E | 25,50         | Xenofont (427-355 aC), filòsof grec            | -                   | WGPSN |

## Y
| Cràter     | Coordenades                              | Diàmetre (km) | Epònim                                                    | Cràters satèl·lit | Ref.  |
| ---------- | ---------------------------------------- | ------------- | --------------------------------------------------------- | ----------------- | ----- |
| Yablochkov | 60° 47′ N, 127° 35′ E / 60.78°N,127.58°E | 101,49        | Pavel N. Yablochkov (1847–1894), enginyer rus             | U                 | WGPSN |
| Yakovkin   | 54° 25′ S, 78° 56′ O / 54.42°S,78.93°O   | 35,92         | Avenir A. Yakovkin (1887–1974), astrònom rus              | -                 | WGPSN |
| Yamamoto   | 58° 10′ N, 161° 52′ E / 58.16°N,161.87°E | 77,46         | Issei Yamamoto (1889–1959), astrònom japonès              | (W)               | WGPSN |
| Yangelʹ    | 16° 58′ N, 4° 41′ E / 16.96°N,4.69°E     | 7,87          | Mikhaïl Kuzmitx Yangel (1911–1971), enginyer de coets rus | -                 | WGPSN |
| Yerkes     | 14° 36′ N, 51° 42′ E / 14.6°N,51.7°E     | 34,94         | Charles Tyson Yerkes (1837–1905), mecenes estatunidenc    | E V               | WGPSN |
| Yoshi      | 24° 34′ N, 10° 59′ E / 24.56°N,10.99°E   | 0,50          | Antropònim masculí japonès                                | -                 | WGPSN |
| Young      | 41° 32′ S, 50° 59′ E / 41.54°S,50.98°E   | 71,44         | Thomas Young (1773–1829), físic britànic                  | A B C D F R S     | WGPSN |

## Z
| Cràter      | Coordenades                              | Diàmetre (km) | Epònim                                                      | Cràters satèl·lit             | Ref.  |
| ----------- | ---------------------------------------- | ------------- | ----------------------------------------------------------- | ----------------------------- | ----- |
| Zach        | 60° 55′ S, 5° 15′ E / 60.92°S,5.25°E     | 68,54         | Franz Xaver von Zach (1754–1832), astrònom hongarès         | A B C D E F G H J K L M       | WGPSN |
| Zagut       | 31° 56′ S, 21° 53′ E / 31.94°S,21.89°E   | 78,92         | Abraham Zacut (c. 1450-c. 1522), astrònom espanyol          | A B C D E F H K L M N O P R S | WGPSN |
| Zähringer   | 5° 31′ N, 40° 13′ E / 5.51°N,40.21°E     | 11,19         | Joseph Zähringer (1929–1970), físic alemany                 | -                             | WGPSN |
| Zanstra     | 2° 56′ N, 124° 41′ E / 2.93°N,124.69°E   | 39,50         | Herman Zanstra (1894–1972), astrònom neerlandès             | A K M                         | WGPSN |
| Zasyadko    | 3° 58′ N, 94° 11′ E / 3.96°N,94.19°E     | 10,27         | Alexander D. Zasyadko (1779–1837), inventor rus             | -                             | WGPSN |
| Zeeman      | 75° 04′ S, 135° 04′ O / 75.07°S,135.06°O | 186,56        | Pieter Zeeman (1865–1943), físic neerlandès                 | E G U X Y                     | WGPSN |
| Zelinskiy   | 28° 44′ S, 166° 52′ E / 28.74°S,166.86°E | 53,95         | Nikolai D. Zelinski (1860–1953), químic rus                 | Y                             | WGPSN |
| Zeno        | 45° 09′ N, 72° 59′ E / 45.15°N,72.98°E   | 66,78         | Zenó de Cítion (c. 335-263 aC), filòsof grec                | A B D E F G H J K P U V W X   | WGPSN |
| Zernike     | 18° 20′ N, 168° 24′ E / 18.34°N,168.4°E  | 50,68         | Frits Zernike (1888–1966), físic neerlandès                 | T W Z                         | WGPSN |
| Zhang Yuzhe | 69° 04′ S, 137° 49′ O / 69.07°S,137.82°O | 38,00         | Zhang Yuzhe (1902–1986), astrònom xinès                     | -                             | WGPSN |
| Zhiritskiy  | 24° 50′ S, 120° 16′ E / 24.84°S,120.26°E | 33,36         | Georgiy S. Zhiritski (1893–1966), enginyer de coets rus     | F Z                           | WGPSN |
| Zhukovskiy  | 7° 33′ N, 167° 17′ O / 7.55°N,167.28°O   | 82,07         | Nikolai I. Jukovski (1847–1921), físic rus                  | Q T U W X Z                   | WGPSN |
| Zinner      | 26° 38′ N, 58° 52′ O / 26.64°N,58.86°O   | 4,56          | Ernst Zinner (1886–1970), astrònom alemany                  | -                             | WGPSN |
| Zi Wei      | 44° 07′ N, 19° 31′ O / 44.12°N,19.52°O   | 0,42          | Ubicat a un antic mapa d'estrelles xinès                    | -                             | WGPSN |
| Zöllner     | 7° 58′ S, 18° 54′ E / 7.97°S,18.9°E      | 47,69         | Johann Karl Friedrich Zöllner (1834–1882), astrònom alemany | A D E F G H J K               | WGPSN |
| Zsigmondy   | 59° 31′ N, 105° 18′ O / 59.52°N,105.3°O  | 66,88         | Richard Adolf Zsigmondy (1865–1929), químic austríac        | A S Z                         | WGPSN |
| Zucchius    | 61° 23′ S, 50° 39′ O / 61.38°S,50.65°O   | 63,18         | Niccolò Zucchi (1586–1670), matemàtic italià                | A B C D E F G H K             | WGPSN |
| Zupus       | 17° 11′ S, 52° 22′ O / 17.18°S,52.37°O   | 35,29         | Giovanni Battista Zupi (c. 1590–1650), astrònom italià      | A B C D F K S V X Y Z         | WGPSN |
| Zwicky      | 16° 10′ S, 167° 38′ E / 16.17°S,167.64°E | 126,06        | Fritz Zwicky (1898–1974), astrònom rus                      | N R S                         | WGPSN |